# Amy Seimetz
Amy Lynne Seimetz (Tampa, 25 de noviembre de 1981) es una actriz, productora, directora y editora estadounidense. Ha aparecido en varias producciones, incluyendo la serie de televisión de AMC The Killing, Family Tree de HBO y la película de Shane Carruth Upstream Color. En 2015 escribió, produjo y dirigió la serie de Starz The Girlfriend Experience, basada en la novela del mismo nombre de Steven Soderbergh, recibiendo aclamación crítica y de audiencia.

## Filmografía

### Cine
| Año  | Título                                           | Personaje                             | Observaciones                  |
| ---- | ------------------------------------------------ | ------------------------------------- | ------------------------------ |
| 2003 | Leaving Baghdad                                  |                                       | Corto                          |
| 2004 | The 17th Man                                     |                                       | Corto                          |
| 2004 | Measure of Love                                  |                                       | Corto                          |
| 2005 | The Unseen Kind-Hearted Beast                    | Georgette                             | Corto                          |
| 2005 | Black Dragon Canyon                              | Elizabeth Sterling                    |                                |
| 2006 | Wristcutters: A Love Story                       | Nina                                  |                                |
| 2006 | Say It                                           |                                       | Corto                          |
| 2008 | Medicine for Melancholy                          |                                       | Productora asociada            |
| 2008 | We Saw Such Things                               |                                       | Directora, productora, editora |
| 2009 | Alexander the Last                               | Hellen                                |                                |
| 2009 | Round Town Girls                                 |                                       | Corto                          |
| 2009 | Time's Up                                        | Deborah                               | Corto                          |
| 2009 | One Night Only                                   | Anna                                  | Corto                          |
| 2010 | Gabi on the Roof in July                         | Chelsea                               |                                |
| 2010 | Tiny Furniture                                   | Ashlynn                               |                                |
| 2010 | Open Five                                        | Lynn                                  |                                |
| 2010 | The Myth of the American Sleepover               | Julie Higgins                         |                                |
| 2010 | Bitter Feast                                     | Katherine Franks                      |                                |
| 2010 | Incredibly Small                                 | Samantha                              |                                |
| 2010 | Ruff Love                                        | Amy                                   | Corto                          |
| 2010 | Despedida                                        | Leah                                  |                                |
| 2011 | The Jonestown Defense                            |                                       |                                |
| 2011 | The Off Hours                                    | Francine                              |                                |
| 2011 | Silver Bullets                                   | Charlie                               | Productora                     |
| 2011 | The Dish and the Spoon                           | Amiga de Emma                         | Productora                     |
| 2011 | No Matter What                                   | Laura                                 | Productora asociada            |
| 2011 | Small Pond                                       | Katie                                 |                                |
| 2011 | Coffee & Pie                                     |                                       | Corto                          |
| 2011 | Autoerotic                                       |                                       |                                |
| 2011 | You're Next                                      | Aimee                                 |                                |
| 2011 | Special Things to Do                             | Sandy                                 | Corto                          |
| 2012 | Be Good                                          | Mary Kutzman                          |                                |
| 2012 | Revenge for Jolly!                               | Vicki                                 |                                |
| 2012 | Ghost of Old Highways                            | The Bridesmaid / Hairlot / Choir Girl | Corto                          |
| 2012 | Possession                                       | Beth                                  |                                |
| 2012 | #PostModem                                       |                                       | Corto                          |
| 2012 | Sun Don't Shine                                  |                                       | Productora, directora          |
| 2013 | When We Lived in Miami                           |                                       | Corto                          |
| 2013 | Upstream Color                                   | Kris                                  |                                |
| 2013 | Adventures of Christopher Bosh in the Multiverse |                                       |                                |
| 2013 | 9 Full Moons                                     | Frankie                               |                                |
| 2014 | The Sacrament                                    | Caroline                              |                                |
| 2014 | Lucky Them                                       | Sara                                  |                                |
| 2014 | I Believe in Unicorns                            | Clara                                 |                                |
| 2014 | The Reconstruction of William Zero               | Jules                                 |                                |
| 2014 | Tehachapi                                        |                                       | Corto                          |
| 2015 | Entertainment                                    | Woman in Bar                          |                                |
| 2015 | Ma                                               | Misty                                 |                                |
| 2016 | Lovesong                                         | Chloe                                 |                                |
| 2017 | Alien: Covenant - Prologue: Last Supper          | Maggie Faris                          | Corto                          |
| 2017 | Alien: Covenant                                  | Maggie Faris                          |                                |
| 2017 | Lean on Pete                                     | Lynn                                  |                                |
| 2017 | My Days of Mercy                                 | Martha                                |                                |
| 2018 | Wild Nights with Emily                           | Mabel                                 |                                |
| 2019 | Pet Sematary                                     | Rachael Creed                         |                                |
| 2021 | Sin movimientos bruscos                          | Mary Wertz                            |                                |

### Televisión
| Año           | Título                              | Rol               | Notas                               |
| ------------- | ----------------------------------- | ----------------- | ----------------------------------- |
| 2013          | Family Tree                         | Ally Keele        | 3 episodios                         |
| 2013          | Law and Order: Special Victims Unit | Lena Olsen        | Episodio: "Rapist Anonymous"        |
| 2013–2014     | The Killing                         | Danette Leeds     | 14 episodios                        |
| 2016          | Junior                              | Ellen             | 10 episodios                        |
| 2016–presente | The Girlfriend Experience           | Annabel Reade     | 5 episodios                         |
| 2016–2017     | Stranger Things                     | Becky Ives        | 3 episodios                         |
| 2016          | Halt and Catch Fire                 | Michelle Lattimer | Episodio: "NIM"                     |
| 2018          | Atlanta                             |                   | Episodio: "Helen", "Champagne Papi" |
| 2018          | Get Shorty                          | Jinny             | Papel recurrente                    |
| 2021          | Sweet tooth                         | Birdie            |                                     |